# Philadelphia Jack O’Brien
„Philadelphia” Jack O’Brien (właśc. James Francis Hagen, ur. 17 stycznia 1878 w Filadelfii, zm. 12 listopada 1942 w Nowym Jorku) – amerykański bokser, były zawodowy mistrz świata kategorii półciężkiej.
Rozpoczął karierę zawodowego pięściarza w 1896, walcząc początkowo w wadze lekkiej, a następnie przechodząc do półśredniej, średniej i półciężkiej. Walczył również z bokserami kategorii ciężkiej, chociaż sam nie ważył więcej niż 165 funtów. Szybko zdobywał reputacje groźnego pięściarza i wygrywał zdecydowaną większość pojedynków, choć np. w 1900 został znokautowany przez Young Petera Jacksona. W 1901 wyruszył do Wielkiej Brytanii, gdzie stoczył 19 walk, z których wszystkie wygrał (15 przez nokaut). Po powrocie do Stanów Zjednoczonych w 1902 pokonał m.in. Joe Choynskiego oraz stoczył pojedynki no decision z Young Peterem Jacksonem, Joe Walcottem, Peterem Maherem (dwa razy), Jimem Jeffordsem i Marvinem Hartem, które zdaniem prasy wygrał.
W 1903 pokonał m.in. Jeffordsa (z którym stoczył również dwie walki no decision), a także walczył no decision z Choynskim, Walcottem i Hartem, przegrywając zdaniem prasy tylko te ostatnią. 22 grudnia tego roku w Bostonie pokonał na punkty Jacka „Twin” Sullivana w pojedynku, który prasa określała mianem walki o tytuł mistrza świata w wadze średniej. W kolejnym roku O’Brien stoczył m.in. walki no decision z Tommym Ryanem, Kidem McCoyem, Hugo Kellym, Tommym Burnsem i Dixie Kidem, a pokonał Kelly’ego, Jacka „Twin” Sullivana i Jeffordsa. 23 lipca tego roku przegrał przez techniczny nokaut z Bobem Fitzsimmonsem.
W 1905 najpierw dwukrotnie pokonał Young Petera Jacksona, przegrał z Kellym i zremisował z Sullivanem, a 20 grudnia w San Francisco wygrał przez techniczny nokaut w 13. rundzie z Bobem Fitzsimmonsem i odebrał mu tytuł mistrza świata kategorii półciężkiej. Nie bronił jednak nigdy tego mistrzostwa. W lipcu 1906 stoczył walkę no decision z mistrzem olimpijskim w wadze ciężkiej Samem Bergerem.
28 grudnia 1906 w Los Angeles O’Brien zremisował po 20 rundach z Tommym Burnsem. Pojedynek ten jest uważany za walkę o mistrzostwo świata wagi ciężkiej, choć niektórzy historycy boksu uznają go za walkę o tytuł w wadze półciężkiej, ponieważ żaden z pięściarzy nie ważył więcej niż 175 funtów. W walce rewanżowej 8 maja 1907 w Los Angeles Burns zwyciężył na punkty.
26 marca 1909 w Nowym Jorku O’Brien zmierzył się w pojedynku no decision ze Stanleyem Ketchelem. Walke zakontraktowano na 10 rund. W pierwszych ośmiu przeważał O’Brien, ale w dziewiątej zaliczył po raz pierwszy nokdaun, a w dziesiątej trzykrotnie lądował na deskach. Po ostatnim uderzeniu nie był w stanie wstać, ale liczenie skończyło się po gongu kończącym walkę i nie ogłoszono zwycięzcy. W następnej walce 19 maja tego roku w Filadelfii O’Brien zmierzył się no decision z przyszłym mistrzem świata kategorii ciężkiej Jackiem Johnsonem, a 9 czerwca przegrał rewanż z Ketchelem przez techniczny nokaut w 3. rundzie. W tym samym roku walczył no decision z Firemanem Jimem Flynnem. 15 sierpnia 1911 przegrał przez techniczny nokaut z Samem Langfordem. Ostatnią walkę stoczył w 1912.
Później prowadził salę bokserską w Nowym Jorku. Zmarł w 1942. Został wybrany w 1994 do Międzynarodowej Bokserskiej Galerii Sławy.